# Balanus vestitus
Balanus vestitus är en kräftdjursart som beskrevs av Darwin 1854. Balanus vestitus ingår i släktet Balanus och familjen havstulpaner. Inga underarter finns listade i Catalogue of Life.